# Jim Beach
Jim Beach (9 maart 1942) is manager en het meest bekend als manager van de rockband Queen en de afzonderlijke leden. Ook is hij een producer van films en televisieprogramma's.
Hij is medeoprichter van het Transistor Project, een digitaal platenlabel. Een andere oprichter is Dave Rowntree van Blur.
Na het overlijden van Freddie Mercury werd hij een van de beheerders van de Mercury Phoenix Trust.
Zijn zoon, Ol Beach, is toetsenist bij de rockband Wire Daisies, ontdekt door Queens Roger Taylor.
In de film Bohemian Rhapsody werd hij gespeeld door Tom Hollander.